# CD28

Model trójwymiarowy ludzkiego białka CD28 na podstawie struktury krystalicznej

CD28 (ang. cluster of differentiation 28, synonim: Tp44) – białko występujące na powierzchni limfocytów T, odpowiedzialne za dostarczenie silnego sygnału kostymulującego, wymaganego do pełnej aktywacji limfocytu. CD28 występuje także na komórkach plazmatycznych, gdzie pełni funkcję negatywnego regulatora produkcji przeciwciał w warunkach homeostazy i aktywatora w warunkach zapalnych. Ligandami dla CD28 są cząsteczki CD80 i CD86, występujące na komórkach prezentujących antygen. Poziom CD80/CD86 podnosi się w trakcie zakażenia, co skutkuje pobudzeniem limfocytów T na drodze interakcji z CD28 i rozwojem swoistej odpowiedzi odpornościowej. Sygnał kostymulujący może być wysyłany również po związaniu cząsteczki B7-H2. U człowieka gen kodujący białko CD28 znajduje się na chromosomie 2 w położeniu 2q33.

## Struktura
Struktura krystaliczna rozpuszczalnej formy CD28 została opisana w roku 2005. Badania te wskazują, że zewnątrzkomórkowy fragment CD28 wykazuje budowę charakterystyczną dla nadrodziny immunoglobulin.

## Transdukcjasygnału i funkcja
Wiązanie CD28 z CD80/CD86 zapoczątkowuje kilka szlaków sygnałowych, które wzmacniają sygnał biegnący od kompleksu TCR/CD3. Są to następujące kaskady sygnałowe:
- szlak PI3K/Akt, który pobudza ekspresję IL-2 i IFN-γ oraz zwiększa pobór glukozy[7][8][9],
- szlak mTOR, pobudzający produkcję IL-2, regulujący cykl komórkowy poprzez wzbudzenie ekspresji cykliny E[10], podnoszący poziom granzymu B[11] i zwiększający produkcję IL-4 i IFN-γ[12],
- szlak CARMA1/NF-κB1 (z udziałem PKCΘ i białek Grb2/Gads), wzmacniający PI3K-zależną produkcję IL-2[13][10][14],
- szlak zależny od RelA, ale niezależny od NF-кB1, zaangażowany w wytwarzanie limfocytów T regulatorowych[15][16],
- szlak zależny od kinazy PIP5Kα i NFAT, regulujący ekspresję IL-2, powiązany ze szlakiem PI3K[17].

Efektem pobudzenia szlaków sygnałowych zależnych od CD28 w limfocytach T jest ich aktywacja, co skutkuje zwiększonym tempem proliferacji oraz mniejszą podatnością na apoptozę poprzez ekspresję anty-apoptotycznego białka Bcl-xL. Zjawiska te są częściowo powiązane ze zwiększoną ekspresją IL-2, cytokiny odpowiedzialnej za proliferację i podtrzymywanie przy życiu limfocytów T. Ponadto sygnał od CD28 indukuje zwiększone pobieranie glukozy, co zwiększa wydajność energetyczną procesów metabolicznych limfocytów T i pozwala na szybszą proliferację oraz produkcję cytokin i innych czynników pośredniczących w odpowiedzi odpornościowej. Szlaki inicjowane przez CD28 mogą także regulować różnicowanie limfocytów T w poszczególne linie np. poprzez hamowanie wytwarzania komórek Th17 oraz – w zależności od równowagi pomiędzy poszczególnymi szlakami – generowanie lub hamowanie wytwarzania limfocytów Treg.
Ważną funkcją CD28 jest wzbudzenie w limfocytach T ekspresji cząsteczki CTLA-4, która ma zdolność do hamowania sygnału CD28. Jest to mechanizm sprzężenia zwrotnego ujemnego: początkowo CD28 wysyła sygnały aktywujące, co doprowadza do rozwoju swoistej odpowiedzi odpornościowej, jednak po kilku dniach pojawia się CTLA4, które ją hamuje. Jest to jedno ze zjawisk, które nie pozwalają na nadmierne pobudzenie limfocytów T, którego mogłoby w tej sytuacji doprowadzić do niekontrolowanego, szkodliwego procesu zapalnego.

## Znaczenie kliniczne
Ze względu na kluczową rolę CD28 w procesie aktywacji limfocytów T, obecność lub brak CD28 ma znaczenie w niektórych chorobach. Przykładowo w przypadku czerniaka dochodzi do wytwarzania przeciwciał blokujących funkcję CD28, polimorfizm genu CD28 jest związany z ryzykiem zachorowania na raka piersi i raka płuc, zaś niższa ekspresja CD28 jest stwierdzana na limfocytach T u pacjentek z rakiem szyjki macicy w porównaniu ze zdrowymi kobietami. Zjawiska te prowadzą do zahamowania aktywacji limfocytów T i ograniczonej odpowiedzi przeciwnowotworowej. Z kolei w niektórych chorobach o podłożu zapalnym, jak np. reumatoidalnym zapaleniu stawów, aktywacja poprzez CD28 jest związana z zapadalnością na daną chorobę lub jej silniejszym przebiegiem. Także niektóre superantygeny bakteryjne pobudzają komórki układu odpornościowego za pośrednictwem CD28, co może doprowadzić do wstrząsu septycznego.
Właściwości aktywujące CD28 próbowano wykorzystać opracowując prototypowy lek o nazwie kodowej TGN1412, będący silnym agonistycznym przeciwciałem wiążącym się z CD28. Mimo że w pierwszych próbach laboratoryjnych uzyskano obiecujące efekty, jego zastosowanie w próbach klinicznych doprowadziło do burzy cytokinowej już po kilku godzinach i ciężkiej niewydolności wielonarządowej u 6 ochotników.